# Bauhinia affinis
Bauhini affinis es un arbusto perenne, endémico de Brasil (Paraná, Santa Catarina, y extinto en Río de Janeiro) y Argentina (Misiones). Puede alcanzar hasta 7 metros de altura.

## Distribución
Se encuentra en la zona de la selva misionera y paranaense.